# Sorineuchora nigra
Sorineuchora nigra är en kackerlacksart som först beskrevs av Tokuichi Shiraki 1908.  Sorineuchora nigra ingår i släktet Sorineuchora och familjen småkackerlackor. Inga underarter finns listade i Catalogue of Life.